# Julián Souto Cueto
Julián Souto Cueto (n. 1 de octubre de 1992) es un jugador argentino de balonmano que juega actualmente en Club Balonmano Villa de Aranda siendo también convocado habitualmente por la selección argentina.

## Logros y trayectoria
Participó en el Campeonato Mundial de Balonmano Masculino de 2017 y es medallista de bronce en el Campeonato Panamericano de 2016. También, disputó el mundial juvenil de Mar del Plata 2011 (sub-18) y el júnior de Bosnia-Herzegovina en 2013 (sub-21).  
Además, Souto Cueto fue campeón nacional de Argentina en dos ocasiones con su equipo de origen SAG. Villa Ballester en el año 2012 y 2015 (goleador, 31 tantos), campeón de los torneos metropolitanos clausura 2013, apertura 2014 y clausura 2014 y campeón del Súper 4 2012.
En el 2016 ficha para el Esporte Clube Pinheiros con el cual obtendría el Campeonato Panamericano de clubes de balonmano Masculino de 2017, dándole la posibilidad a su equipo de disputar el Campeonato Mundial de Clubes de Balonmano de Catar de 2017 en donde su equipo caería en primera ronda ante el Füchse Berlin. Ese mismo año, también ganaría con Pinheiros la Liga de Brasil de balonmano.
En diciembre de 2018, se anuncia su pase al Club Balonmano Villa de Aranda.

## Clubes
- SAG Ballester (club de balonmano) (2010-2016)
- Esporte Clube Pinheiros (2016-2018)
- Club Balonmano Villa de Aranda (2019-2020 )

## Reconocimientos
Máximo goleador :
- Campeonato panamericano de Balonmano 2016.

- MVP: Campeonato panamericano de Balonmano 2016.

- Equipo ideal: Campeonato panamericano de Balonmano 2016.